# Solomon Robert Guggenheim
Solomon Robert Guggenheim (ur. 2 lutego 1861 w Filadelfii, zm. 3 listopada 1949 w Nowym Jorku) – amerykański kolekcjoner dzieł sztuki i filantrop.
Po studiach w Szwajcarii powrócił do USA, aby pracować w rodzinnym przedsiębiorstwie. W 1919 wycofał się z biznesu i skoncentrował na sztuce. W 1937 założył fundację swojego imienia.